# 愚人联盟
 《愚人联盟》是一本流浪汉题材小说，于其作者美国小说家约翰·肯尼迪·图尔自杀11年后—1980年出版。这本书是由作家沃克·珀西（他也为其撰写了一篇前言）和图尔的母亲塞尔玛共同努力出版的，它首先被视为一部异典小说，然后成为一部主流的成功之作；1981年，图尔获得了普利策小说奖，现在被认为是美国南部现代文学的典范之作。
这本书的书名引用了乔纳森·斯威夫特的一篇文章《关于各种主题的思想、道德和娱乐》中的一句警句：“当一个真正的天才出现在这个世界上时，你可以通过这一迹象来认识他，那就是愚人们都在联合起来对付他。”，他是一个受过教育但生性懒惰的30岁男子，与母亲生活在20世纪60年代初新奥尔良上城的住宅区。在寻找工作的过程中，他与法国区的各色人物经历了各种各样的冒险。1963年最后几个月里图尔在波多黎各写了这部小说。 

## 主要人物

### 伊格内修斯·赖利
伊格纳修斯·雅克·赖利（Ignatius Jacques Reilly）是现代堂·吉诃德（Don Quixote）式的人物，有些古怪，理想主义且富有创造力，有时甚至会产生幻觉。在这本书的前言中，沃克·珀西将伊格纳修斯描述为“一个非凡的懒汉，一个疯狂的奥利弗·哈代，一个肥胖的堂吉诃德，一个堕落的托马斯·阿奎那”。他鄙视一切现代性的事物，尤其是流行文化。这种蔑视变成了他的痴迷：他去看电影是为了嘲弄他们的变态，表达他对当代世界缺乏“神学和几何学”的愤慨。他喜欢中世纪的学术哲学，尤其喜爱中世纪早期的哲学家波爱修斯（Boethius）。然而，他也享受许多现代生活带来的舒适和便利，声称路易斯安那州乡下的红脖子农民厌恶所有现代技术，他们把这些技术当作是多余的变化。他幽门瓣的运作在他的生活中扮演着重要的角色，他对那些模棱两可的事物的反应之强烈，就像卡珊德拉的预言一般具有意义。 
伊格纳修斯的心态是，他不属于这个世界，他的无数次失败都是那些拥有至高权力之人的杰作。他不断地提到福尔图娜女神在她的命运之轮上把他向下旋转。伊格纳修斯喜欢吃东西，他的手淫和性幻想导致了奇怪的方向。他对淫秽图片的嘲弄被描绘成一种防御姿态，以隐藏它们对他的刺激作用。虽然伊格纳修斯认为自己有一个广阔而博学的世界观，但他却厌恶离开自己出生的城市，经常让朋友和陌生人感到厌烦，因为他从新奥尔良独自一人踏上失败的旅程，乘坐灰猎犬巴士去巴吞鲁日，伊格纳修斯把这段经历描述为极度恐怖。

### 米尔娜·明科夫（Myrna Minkoff）
米尔娜·明科夫，被伊格纳修斯称为“那个明克斯”，是一个来自纽约的犹太人披头族，伊格纳修斯在新奥尔良上大学的时候认识了她。这部小说反复提到，米尔娜和伊格纳修斯参与了对他们大学教授的教学的团队攻击。在小说的大部分内容中，她只出现在两人自返回纽约以来一直保持的定期通信中，那些片段着重描写了对米尔娜有关性方面的剖析并蔑视伊格纳修斯对她种种明显的亵渎行为。官方的说法是，他们都对对方所象征代表的一切表示强烈反对。但尽管他们两人都不承认，他们的通信表明，虽然他们被半个大陆隔开，但他们的许多行为都是为了给对方留下深刻印象。 

### 艾琳·赖利（Irene Reilly）
艾琳·赖利太太是伊格纳修斯的母亲。她已经守寡21年了。起初，她让伊格纳修斯有自己的空间，开车送他去他需要去的地方，但在整篇小说中，她学会为自己生活。她也有酗酒的问题，最常见沉溺于麝香葡萄酒，尽管伊格纳修斯夸大她是一个狂妄，虐待的醉汉。
她爱上了克劳德·罗比丘，一个相当富裕的人，他有铁路养老金和出租的房产。小说的结尾，她决定嫁给克劳德。但首先，她同意圣巴塔利亚（圣巴塔利亚不仅最近成为赖利夫人的新好友，而且对伊格纳修斯怀有强烈的反感）的看法，即伊格纳修斯精神错乱，并安排将他送往精神病院。 

### 其他人物
- 圣巴塔利亚，一个“奶奶”，是赖利太太的朋友，十分蔑视伊格纳修斯。
- 克劳德·罗比丘，一个老男人，一直在暗中观察寻找任何可能渗透到美国的“共产主义者”；靠保护艾琳获利。
- 安杰洛·曼库索，一个无能的警官，圣巴塔利亚的侄子，一次将伊格纳修斯视为“嫌疑犯”并试图逮捕他失败后，在小说中被突出地表现为伊格纳修斯自我觉醒的劲敌。
- 拉娜·李，一个色情模特，经营着一家法国低档脱衣舞俱乐部—“欢乐之夜”。
- 乔治，拉娜的经销商，他把拉娜的照片卖给同龄的高中生。
- 达琳，一个善良但不太聪明的女孩，渴望成为一个“欢乐之夜”脱衣舞女，带着一只凤头鹦鹉。
- 波尔马·琼斯，“欢乐之夜”的看门人，黑人，坚持做着低于最低工资的工作，只是为了避免因流浪被捕。
- 克莱德先生，一家热狗店的失意老板，很不明智地雇佣伊格纳修斯做卖主。
- 古斯·利维，是利维裤店的老板，大部分都不在家，是一家继承柏沃特社区的家族企业，伊格纳修斯曾在那里短暂工作。
- 利维夫人，古斯的妻子，试图对她的丈夫和特里克西小姐进行精神分析，尽管她完全没有资格这样做。
- 特里克西小姐，利维裤店的一位老职员，患有失智症和强迫性囤积症。
- 冈萨雷斯先生，利维裤店办公室经理，性格温和。
- 多里安·格林，一个华丽的法国区同性恋者，参加精心策划的派对。
- 弗里达·克拉布，贝蒂·邦德，和利兹·斯蒂尔，这三个好斗的女同性恋者与伊格纳修斯发生冲突。
- 塔尔克博士，杜兰大学的一个平庸的教授，不幸教了米尔娜和伊格纳修斯。
- 安妮小姐，一个自称对头痛药上瘾的不满的邻居。

## 电影作品中的伊格纳修斯
图尔对伊格纳修斯观看的两部电影进行了滑稽的描述，但没有点名；它们可以被认为是《比利·罗斯的巨作》，也可以被认为是《水貂之触》，这两部电影都是1962年出版的多丽丝·戴的主打作品。在另一段中，伊格纳修斯拒绝看另一部电影，这是一部“广受赞誉的瑞典戏剧，讲述一个正在失去灵魂的人”。这很可能是英格玛·伯格曼1963年初发布的《冬日之光》。在另一段中，艾琳·雷利回忆起伊格纳修斯怀孕的那晚：在她和她的丈夫观看了1932年10月上映的《红尘》之后。 

## 剧情结构
《愚人联盟》的结构反映了伊格纳修斯最喜欢的书《哲學的慰藉》的结构。与博伊修斯的书一样，《愚人联盟》被分成若干章节，这些章节又被进一步分成不同数量的子章节。一些章节的关键部分在主要叙述之外。安慰的是，叙事散文的章节与韵律诗交替出现。在《邦联》中，这种叙述插曲的形式变化更为广泛，包括轻诗、伊格纳修斯的日记条目以及他和米尔娜之间的信件。在叙事本身中，哲学安慰的复制品在许多方面也成为一种明确的情节设计。

## 改编作品
1984年3月，路易斯安那州立大学上演了该书的音乐喜剧，演员斯科特·哈兰扮演伊格纳修斯。 
1982年，克里·沙尔在睡前为英国广播公司第四广播电台（BBC Radio 4）的书读了这本书，后来把这本书改编成了一个单人秀，1990年，他在阿德莱德音乐节（Adelaide Festival）上，在伦敦盖特剧院（Gate Theatre）和英国广播公司（BBC Radio）上表演过。
这本书曾被多次试图拍成电影。1982年，哈罗德·雷米斯将执导一部改编剧，由约翰·贝卢斯饰演伊格纳修斯，李察·普瑞尔饰演缅甸·琼斯，但贝卢斯的死阻止了这一切。后来，约翰·坎迪和克里斯·法利被吹捧为主角，但他们两人，像贝卢斯一样，也在很小的时候就去世了，导致许多人把诅咒归咎于伊格纳修斯的角色。
导演约翰·华特斯有兴趣执导一部改编剧，该片将由同样早逝的《神圣》主演伊格纳修斯。
英国演员兼作家斯蒂芬·弗莱曾受委托将图尔的书改编成电影。1997年，他被派拉蒙制片厂派往新奥尔良，为改编剧本获取背景资料。
约翰·古德曼，一个长期居住在新奥尔良的人，一度被安排扮演伊格纳修斯。
由史蒂芬·索德伯格和斯科特·克莱默改编、大卫·戈登·格林执导的版本定于2005年上映。这部电影将由威尔·法洛饰演伊格纳修斯，莉莉·汤姆林饰演艾琳。在第八届南塔基特电影节上进行了剧本的分阶段阅读，费雷尔饰演伊格纳修斯，安妮·米拉饰演艾琳，保罗·路德饰演曼库索警官，克里斯汀·约翰斯顿饰演拉娜·李，莫斯·德夫饰演缅甸·琼斯，罗西·培瑞兹饰演达琳，奥林匹亚·杜卡基斯饰演圣巴塔利亚，特里谢小姐，娜塔莎·里昂饰演米娜，艾伦·甘明饰演道林·格林，约翰·谢饰演冈萨雷斯，杰西·艾森伯格饰演乔治，约翰·康龙饰演克劳德·罗比索，杰西·亚历山大饰演酒保本，西莉亚·韦斯顿饰演安妮小姐，伊内兹小姐和利维夫人，丹·赫达娅饰演利维先生。
对于索德伯格版本至今尚未拍摄的原因，有多种说法。其中包括派拉蒙影业公司的组织混乱和缺乏兴趣，路易斯安那州电影委员会主席被谋杀，以及卡特里娜飓风对新奥尔良的毁灭性影响。当被问及为什么这部电影从未制作时，威尔·费雷尔说这是一个“谜”。
2012年，有一个版本正在与导演詹姆斯·博宾谈判，可能由查克·格里芬纳奇主演。
在2013年的一次采访中，史蒂文·索德伯格说：“我觉得这是被诅咒了。我不怎么迷信，但那个项目带着不好的气韵。”
2015年11月，亨廷顿戏剧公司在波士顿的艺术大道/BU剧院首映了由杰弗里·哈彻执导的舞台版《愚人联盟》的全球首映式，由尼克·奥弗曼饰演伊格纳修斯·J·赖利。它创下了公司最高收入的纪录。

## 引文
- Toole, John Kennedy, , LSU Press, 1980, ISBN 0-8021-3020-8

## 更多阅读资料
- Clark, William Bedford, , Essays in Literature, 1987, 14: 269–80.
- Dunne, Sara L, , Studies in Popular Culture, 2005, 28 (1): 37–47.
- Kline, Michael, , Southern Quarterly, 1999, 37 (3–4): 283–91.
- Leighton, H Vernon, , Winona, 2007–2012  [2020-05-14], （原始内容存档于2014-05-07）, three scholarly articles (including one free full text) and other materials.
- Lowe, John, , , Baton Rouge, Louisiana: Louisiana State UP: 159–90, 2008.
- MacLauchlin, Cory,  (biography), Da Capo Press, 2012  [2020-05-14], ISBN 978-0-306-82040-3, （原始内容存档于2020-08-29） (literary analysis, chapter 15).
- Marsh, Leslie,  (review), Journal of Mind and Behavior, 2013  [2020-05-14], ISSN 0271-0137, （原始内容存档于2020-06-30）
- Marsh, Leslie,  (book), Rowman & Littlefield, 2020  [2020-10-10], ISBN 978-1-4985-8547-7, （原始内容存档于2020-06-08）
- McNeil, David, , Mississippi Quarterly, 1984, 38: 33–47.
- Palumbo, Carmine D, , Louisiana Folklore Miscellany, 1995, 10: 59–77.
- Patteson, Richard F; Sauret, Thomas, , Texas Review, 1983, 4 (1–2): 77–87.
- Pugh, Tison, , Studies in Medievalism, 2006, 15: 77–100.
- Rudnicki, Robert, , Mississippi Quarterly, 2009, 62 (1–2): 281–302.
- Simmons, Jonathan, , Mississippi Quarterly, 1989, 43 (1): 33–43.
- Simon, Richard K, , Texas Studies in Literature & Language, 1994, 36 (1): 99–116, JSTOR 40755032.
- Zaenker, Karl A, , Wilson, Katharina M  (编), , Ann Arbor, Michigan: Marc: 275–85, 1987.